# 乌科乡
乌科乡，是中华人民共和国四川省凉山彝族自治州布拖县曾经下辖的一个乡。2021年1月12日，撤销乌科乡，其所属行政区域为特木里镇的行政区域。

## 行政区划
乌科乡撤销前下辖以下地区：
洛呷村、乌科村和洛作村。